# Robin Szarka
Robin Szarka (Mannheim, 1991. szeptember 17. –) német labdarúgó, aki jelenleg az Energie Cottbus védője.

## Pályafutása

### Fiatal évei
2010 nyarán csatlakozott a TSG Hoffenheim második csapatához, ahol az FSV Frankfurt második csapata ellen mutatkozott be. 22 bajnokin lépett pályára és ezeken 1 gólt szerzett. A következő szezonban alapembere volt csapatának, amelyben 30 bajnoki mérkőzésen 3 gólt szerzett. A 2012-13-as szezonban 29 mérkőzésen volt a második csapat tagja és 3 gólt szerzett. A felnőtt keret tagja is lett a szezon során.

### TSG 1899 Hoffenheim
2013. május 18-án debütált az első csapatban a Borussia Dortmund ellen Sebastian Rudy cseréjeként.

### Energie Cottbus
2014 nyarán aláírt 2016 július 30-ig az Energie Cottbus csapatához, amely a 3. Ligában szerepel.

## Statisztika
| Klub           | Szezon   | Bajnokság | Bajnokság | Kupa  | Kupa | Nemzetközi | Nemzetközi | Összesen | Összesen |
| Klub           | Szezon   | Mérk.     | Gól       | Mérk. | Gól  | Mérk.      | Gól        | Mérk.    | Gól      |
| -------------- | -------- | --------- | --------- | ----- | ---- | ---------- | ---------- | -------- | -------- |
| TSG Hoffenheim | 2012-13  | 1         | 0         | 0     | 0    | -          | -          | 1        | 0        |
| TSG Hoffenheim | 2013-14  | 2         | 0         | 0     | 0    | -          | -          | 2        | 0        |
| Cottbus        | 2014-15  | 20        | 0         | 1     | 0    | -          | -          | 21       | 0        |
| Összesen       | Összesen | 23        | 0         | 1     | 0    | 0          | 0          | 24       | 0        |